# Championnat des Fidji de football 2006
Navigation
Saison précédente Saison suivante
La saison 2006 du Championnat des Fidji de football est la trentième édition du championnat de première division aux Fidji. Le championnat regroupe onze équipes du pays au sein d'une poule unique, où ils s'affrontent deux fois, à domicile et à l'extérieur. À la fin du championnat, le dernier du classement dispute un barrage de promotion-relégation face au champion de Premier Division, la deuxième division fidjienne. 
C'est le club de Ba FC, tenant du titre depuis 2001, qui remporte à nouveau la compétition après avoir terminé en tête du classement final, avec onze points d'avance sur Nadi FC et douze sur Navua FC. C'est le quatorzième titre de champion de l'histoire du club, le sixième consécutif.

## Les clubs participants
| - Ba FC - Lautoka FC - Navua FC - Rewa FC - Suva FC - Fidji U-20 | - Labasa FC - Nadi FC - Nadroga FC - Tavua FC - Nasinu FC |

## Compétition

### Classement
Le barème utilisé pour établir le classement est le suivant :
- Victoire : 3 points
- Match nul : 1 point
- Défaite : 0 point

| Rang | Équipe     | Pts | J  | G  | N | P  | Bp | Bc | Diff |
| ---- | ---------- | --- | -- | -- | - | -- | -- | -- | ---- |
| 1    | Ba FCT     | 52  | 20 | 17 | 1 | 2  | 75 | 13 | +62  |
| 2    | Nadi FC    | 41  | 20 | 13 | 2 | 5  | 38 | 25 | +13  |
| 3    | Navua FC   | 40  | 20 | 12 | 4 | 4  | 35 | 13 | +22  |
| 4    | Rewa FC    | 33  | 20 | 10 | 3 | 7  | 32 | 26 | +6   |
| 5    | Lautoka FC | 32  | 20 | 10 | 2 | 8  | 51 | 42 | +9   |
| 6    | Labasa FC  | 27  | 20 | 9  | 0 | 11 | 32 | 39 | -7   |
| 7    | Suva FC    | 24  | 20 | 6  | 6 | 8  | 22 | 31 | -9   |
| 8    | Fidji U-20 | 21  | 20 | 5  | 6 | 8  | 21 | 29 | -8   |
| 9    | Tavua FC   | 19  | 20 | 5  | 4 | 11 | 19 | 33 | -14  |
| 10   | Nasinu FC  | 17  | 20 | 5  | 2 | 13 | 29 | 63 | -34  |
| 11   | Nadroga FC | 5   | 20 | 1  | 2 | 16 | 11 | 51 | -40  |

|  | Qualification pour la Ligue des champions de l'OFC 2007 |
|  | Participation au barrage de relégation                  |
|  | T: Tenant du titre                                      |

#### Barrage de promotion-relégation
| Équipe 1         | Résultat | Équipe 2   | Aller | Retour |
| ---------------- | -------- | ---------- | ----- | ------ |
| Savusavu FC (D2) | 1 - 5    | Nadroga FC | 1 - 3 | 0 - 2  |

- Les deux clubs se maintiennent dans leurs championnats respectifs.

## Bilan de la saison
| Championnat des Fidji de football 2006                             |                   |
| Champion                                                           | Ba FC (14e titre) |
| Coupes et trophées                                                 |                   |
| Vainqueur de la Coupe des Fidji 2006                               | Ba FC             |
| Qualifications continentales                                       |                   |
| Ligue des champions de l'OFC 2007                                  | Ba FC             |
| Promotions et relégations                                          |                   |
| Promus en Championnat des Fidji de football                        | Aucun             |
| Relégués en Championnat des Fidji de football de deuxième division | Aucun             |